# كلية فرجينيا ماريلاند للطب البيطري
كلية فرجينيا ماريلاند للطب البيطري (المعروفة أيضًا باسم كلية فرجينيا ماريلاند الإقليمية للطب البيطري) (بالإنجليزية: Virginia–Maryland College of Veterinary Medicine)‏ هي كلية مدعومة من ولايتي فرجينيا وماريلاند لتلبية الطلب على تعلم الطب البيطري في كلتا الولايتين. يعتبر الطلاب من كلا الولايتين طلاب «داخل الولاية» لأجراءات القبول.
هي واحدة من 28 كلية للطب البيطري في الولايات المتحدة ومعتمدة من مجلس التعليم التابع للجمعية الطبية البيطرية الأمريكية وجمعية تقييم واعتماد رعاية الحيوان المعملية الدولية. في تصنيف يو إس نيوز «للطب البيطري» لعام 2011 الكلية مصنفة في المركز السابع عشر مع جامعة ولاية آيوا في استطلاع شمل 25 مدرسة مصنفة.

## روابط خارجية
- الموقع الرسمي